# Pycnocryptus director
Pycnocryptus director är en stekelart som först beskrevs av Carl Peter Thunberg 1822.  Pycnocryptus director ingår i släktet Pycnocryptus, och familjen brokparasitsteklar. Arten är reproducerande i Sverige.